# دوبیسا
دوبیسا رودخانه‌ای در کشور لیتوانی است که به طول ۱۳۱ کیلومتر و حداکثر عمق ۴ متر عموماً از شمال به سمت جنوب جریان دارد.